# Parque Natural Regional de Ballons des Vosges
O Parque Natural Regional de Ballons des Vosges (em francês:  Parc naturel régional des Ballons des Vosges) é uma área protegida de bosques, pastagens, zonas úmidas, terras agrícolas e sítios históricos nas regiões de Grande Leste e Bourgogne-Franche-Comté, nordeste da França. A área foi oficialmente designada como um parque natural regional em 1989. 187 comunas pertencentes aos departamentos de Haut-Rhin, Vosges, Haute-Saône e Territoire de Belfort são membros do parque, que abriga 238.000 habitantes.  É um dos maiores e mais populosos parques regionais franceses. Uma ampla variedade de habitat disponível no parque beneficia uma variedade de vida selvagem, como mocho-funéreo, lince, falcão-peregrino, tetraz-grande, Dianthus superbus, amora e Drosera.

## Galeria de imagens
Paisagens

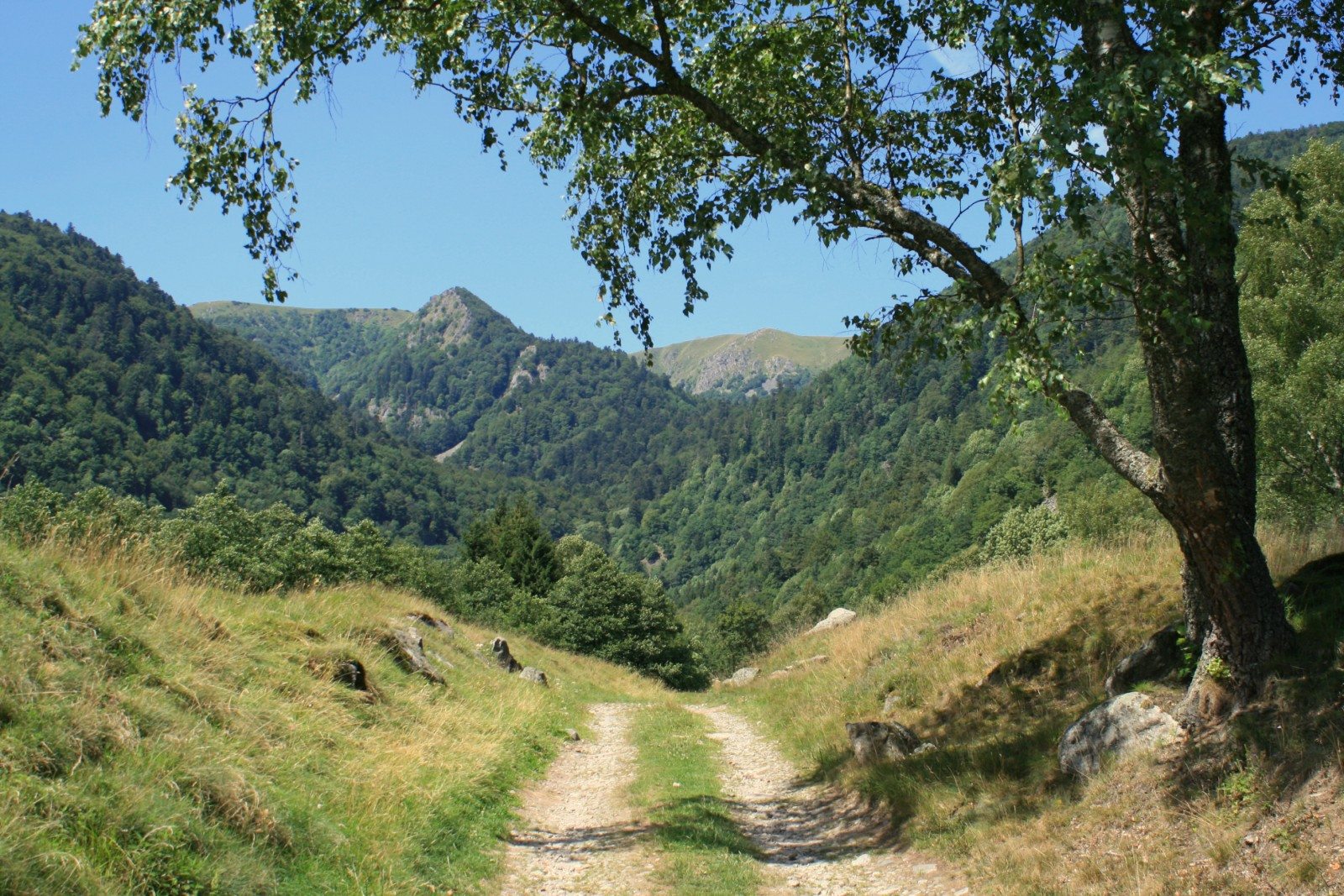
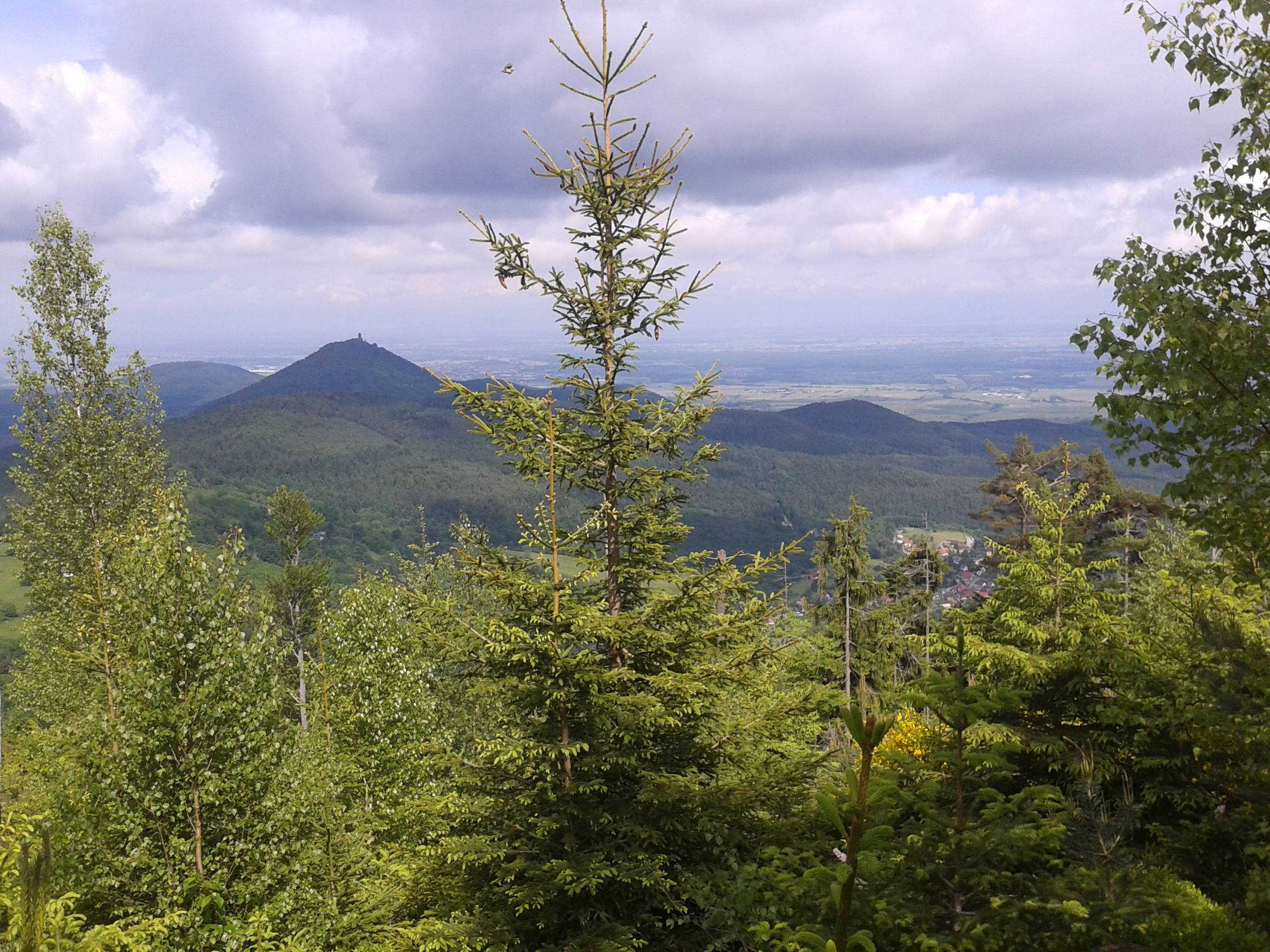
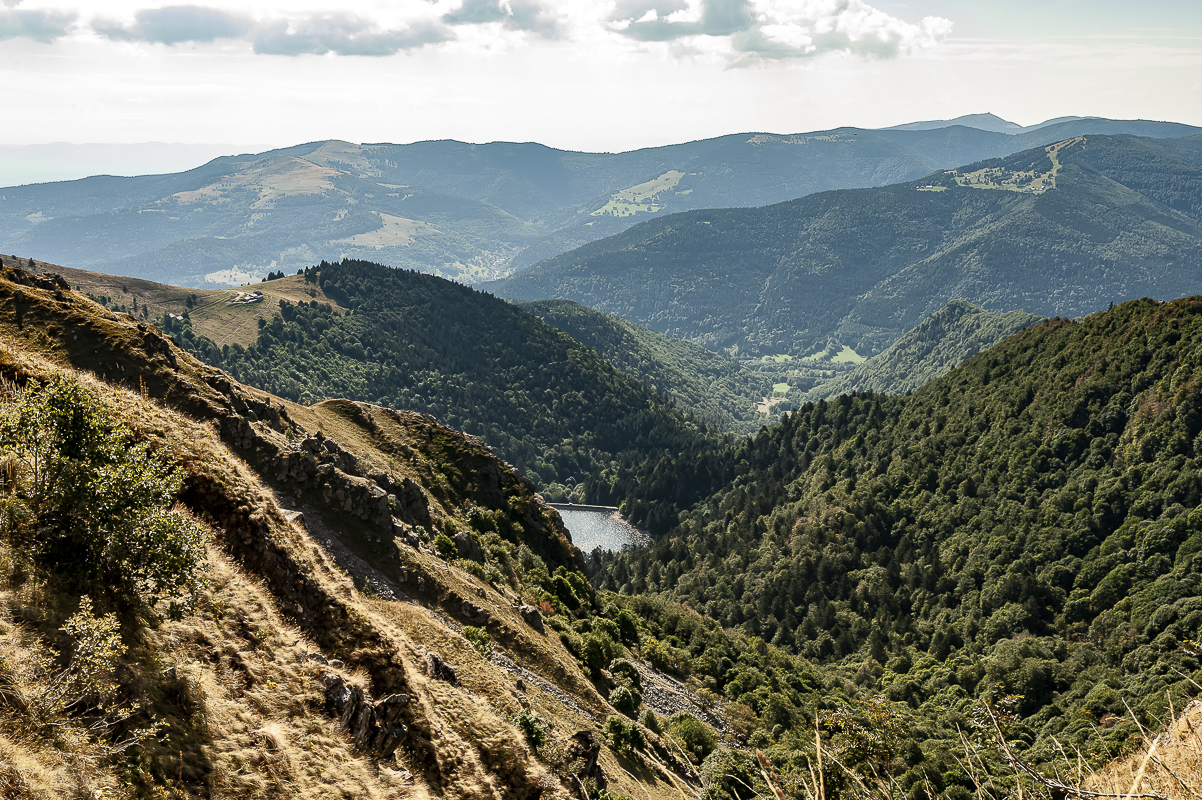
Monte Hohneck
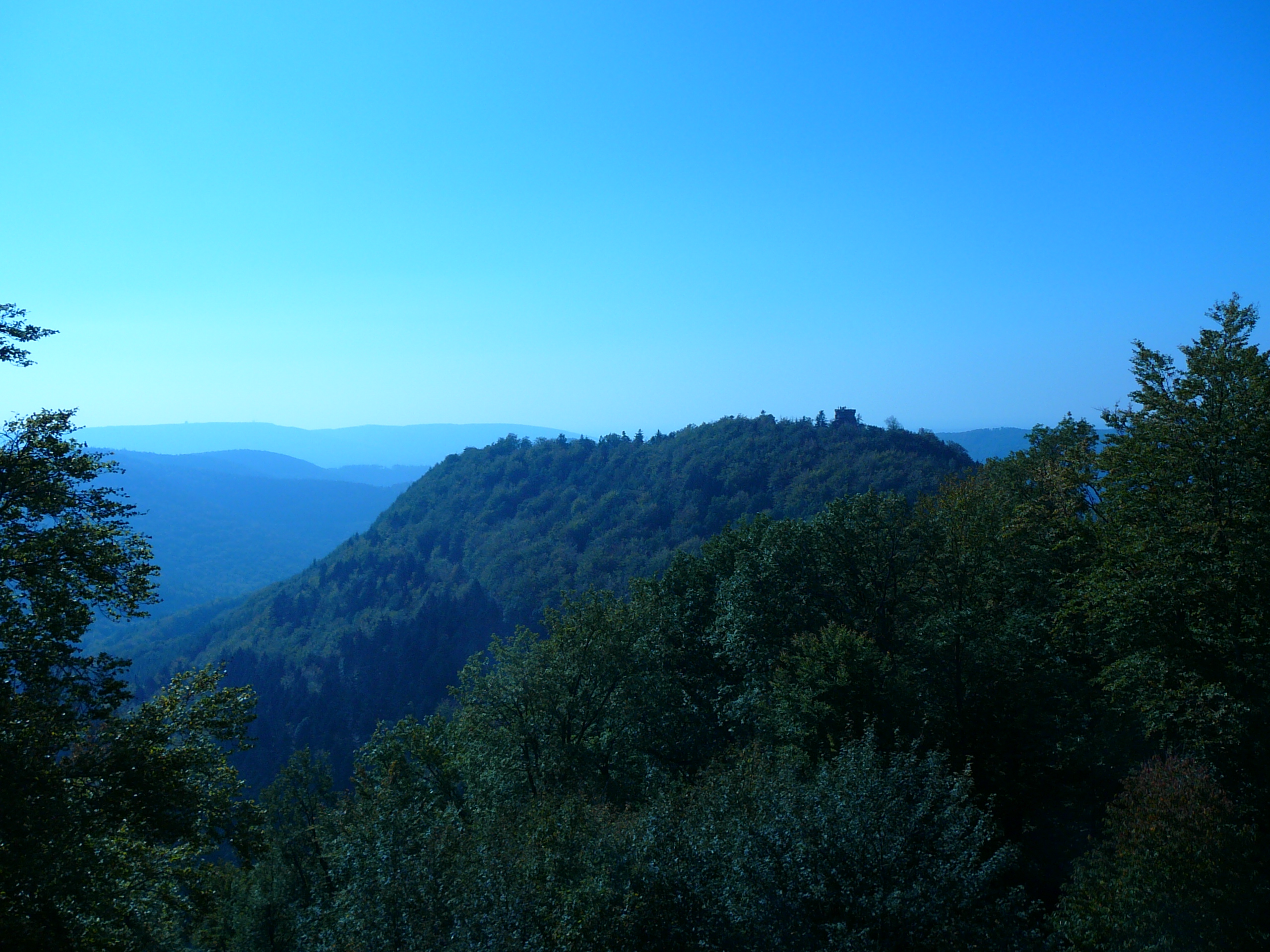
Crepúsculo
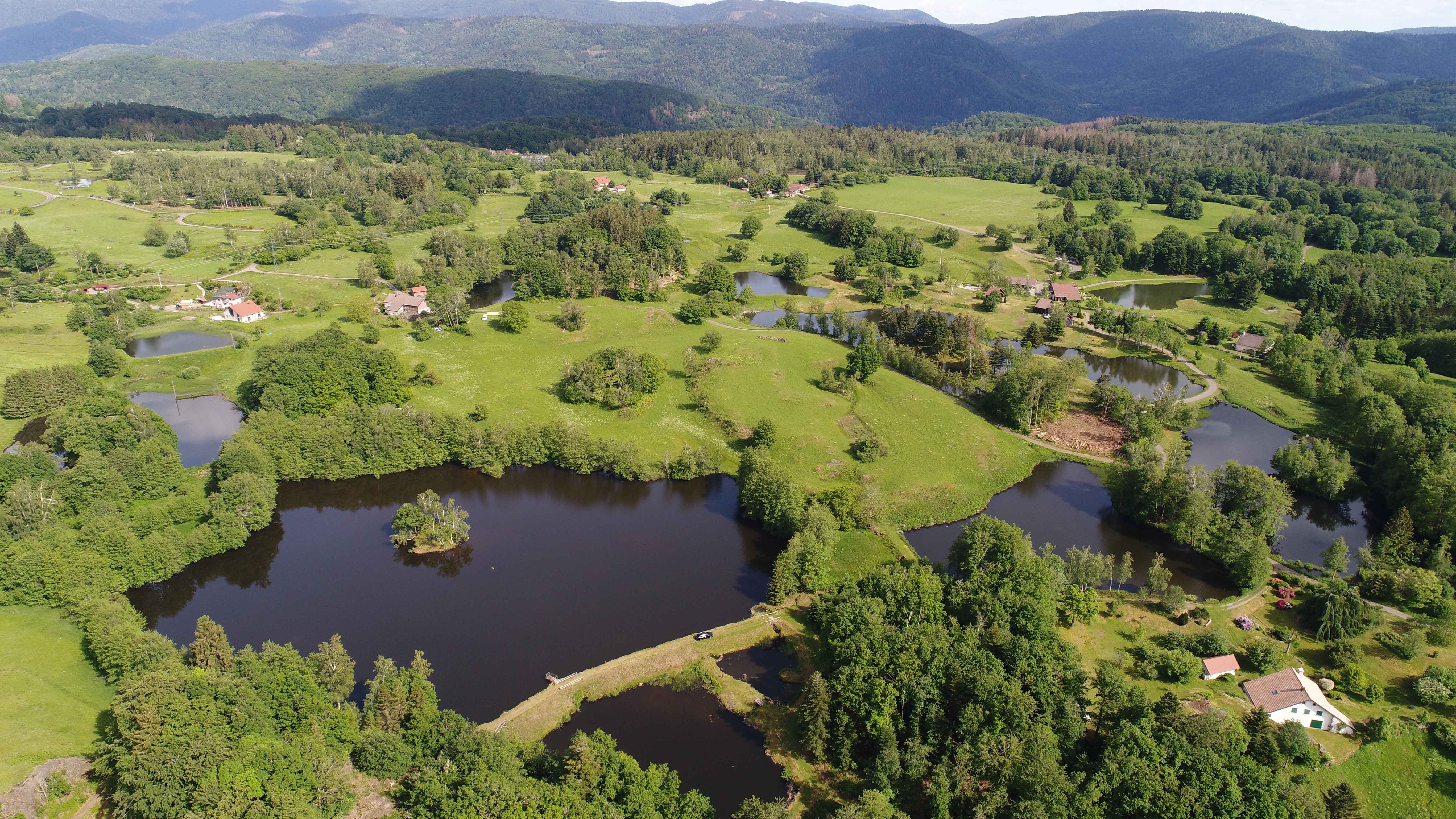
Mapa de terra do Plateau des Mille Étangs
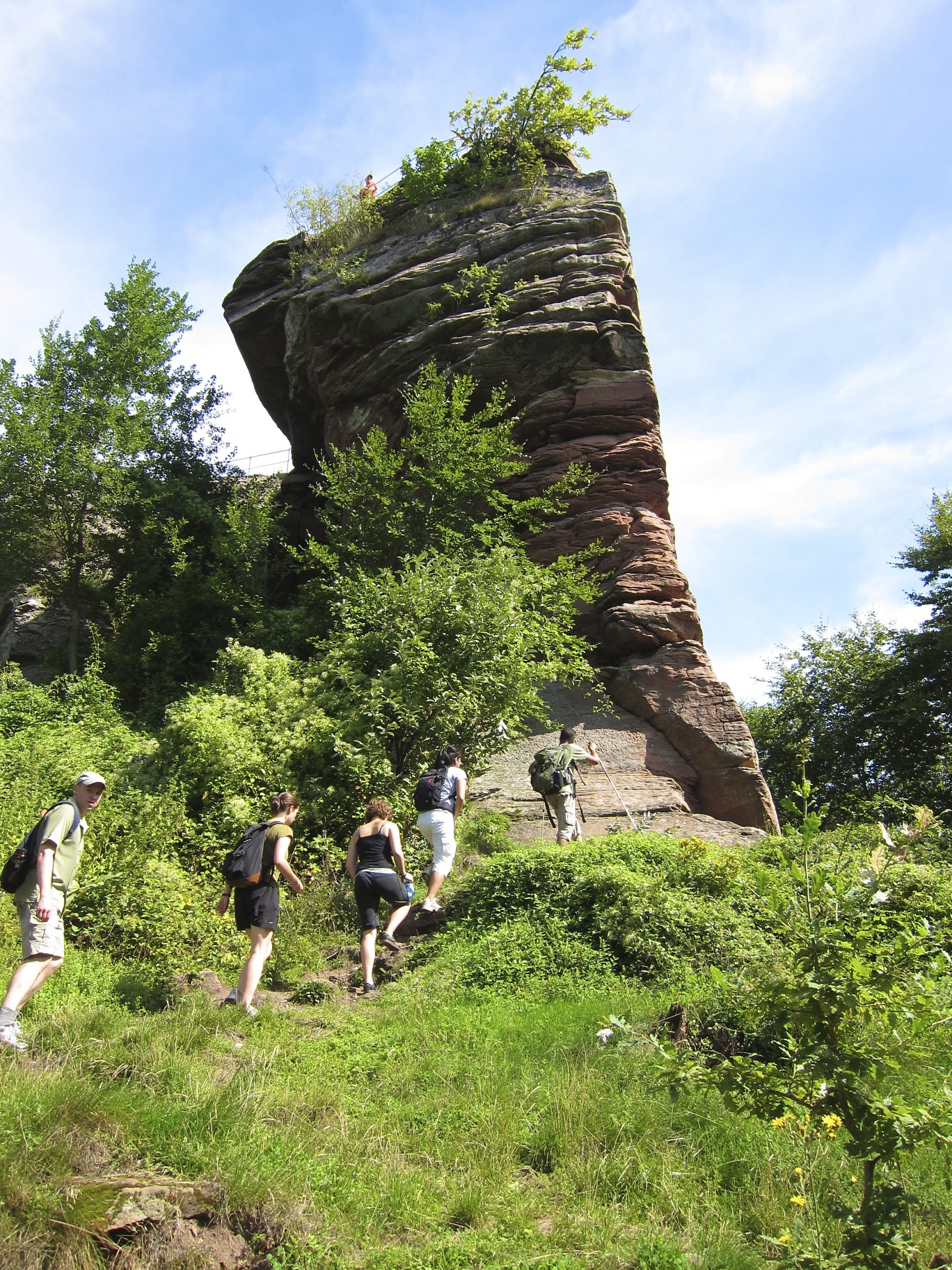
Mirante do Castelo de Lœwenstein
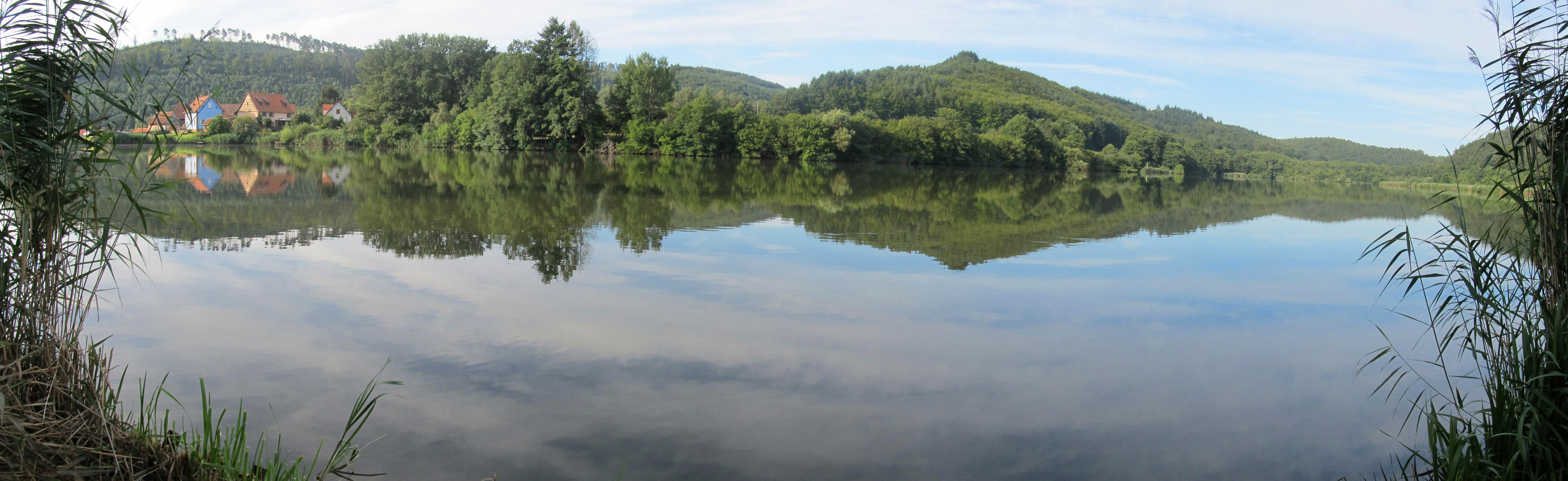
Barragem de Baerenthal

Cultura

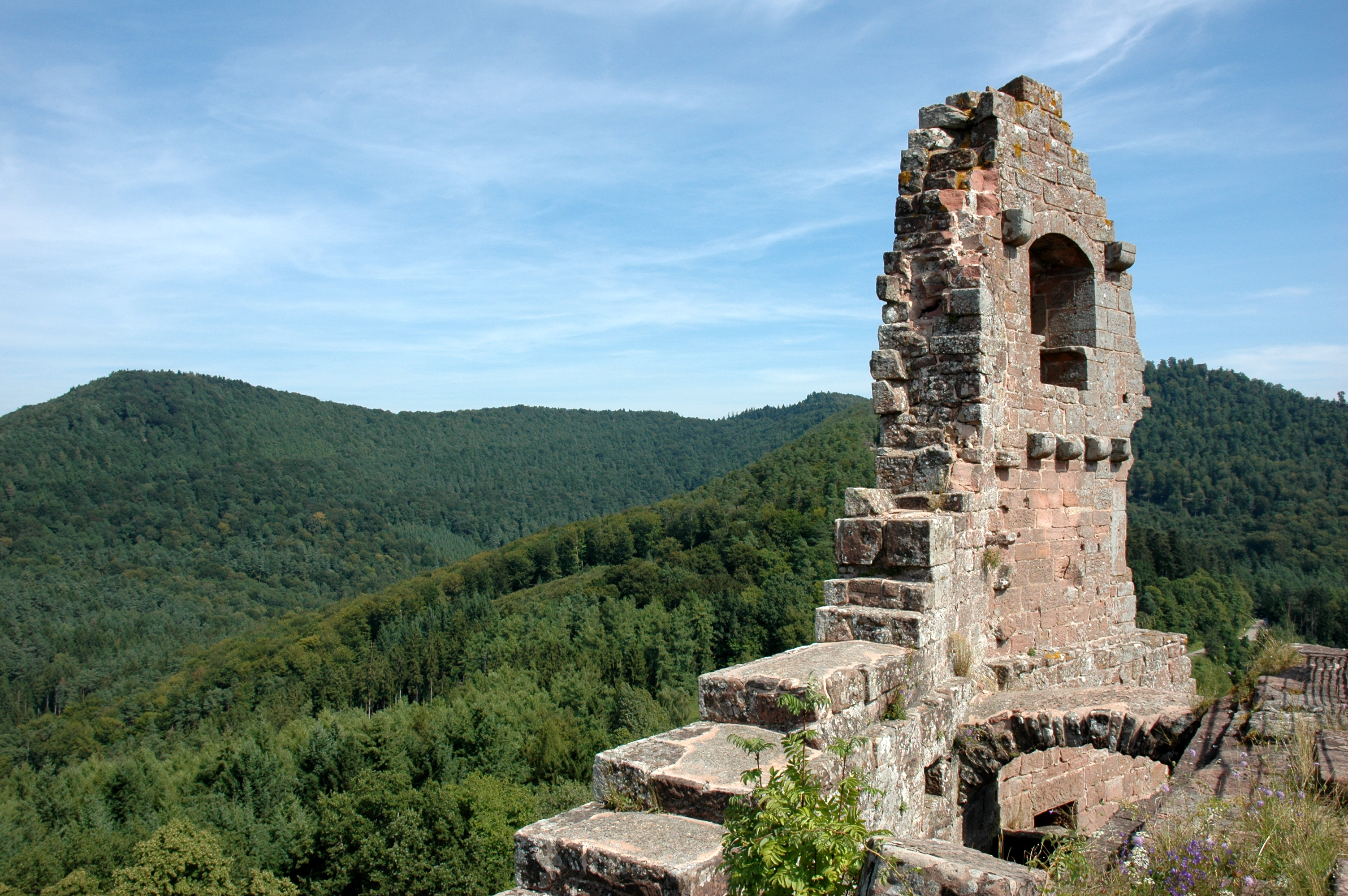
Ruínas de Fleckenstein
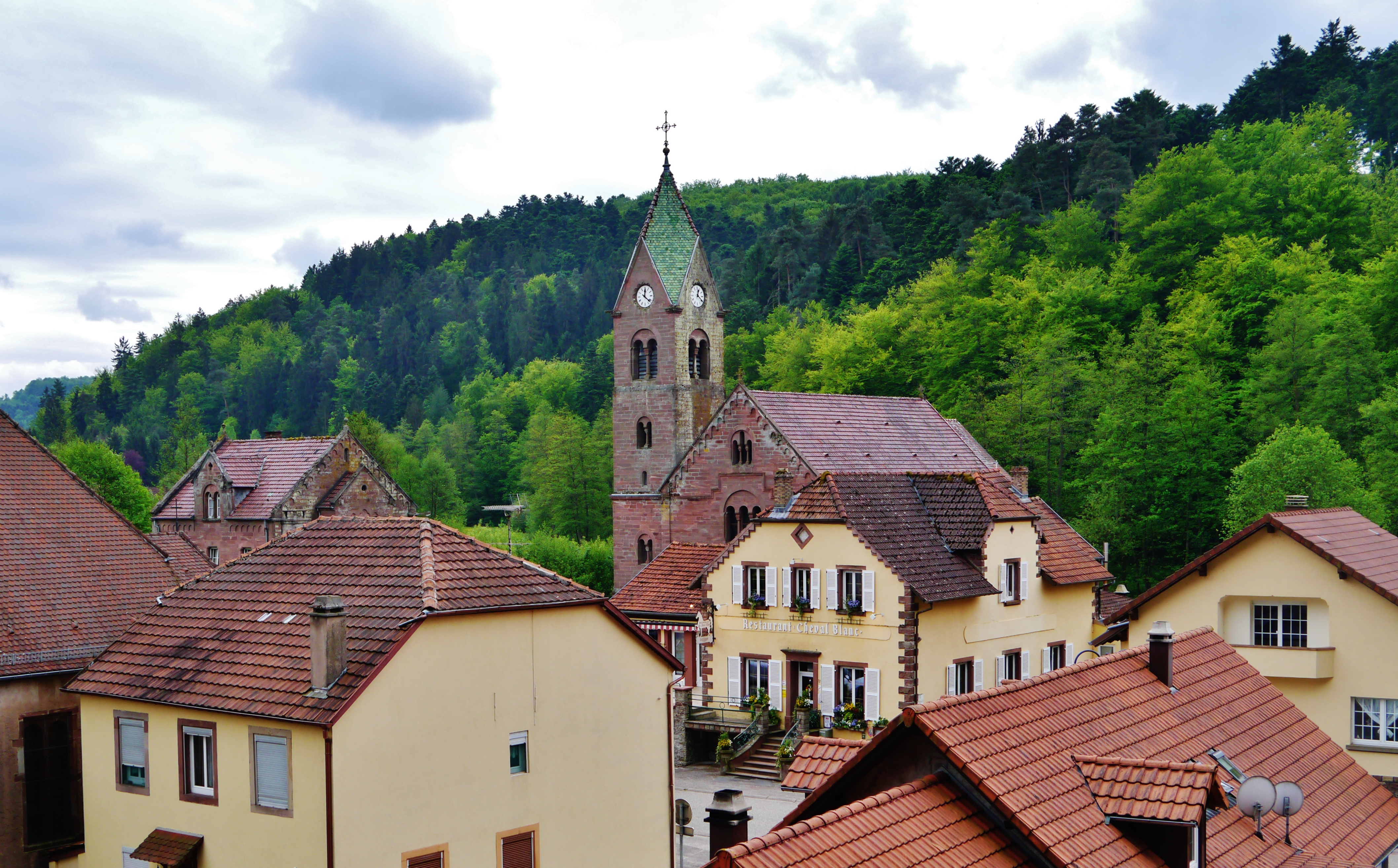
Vila de Graufthal
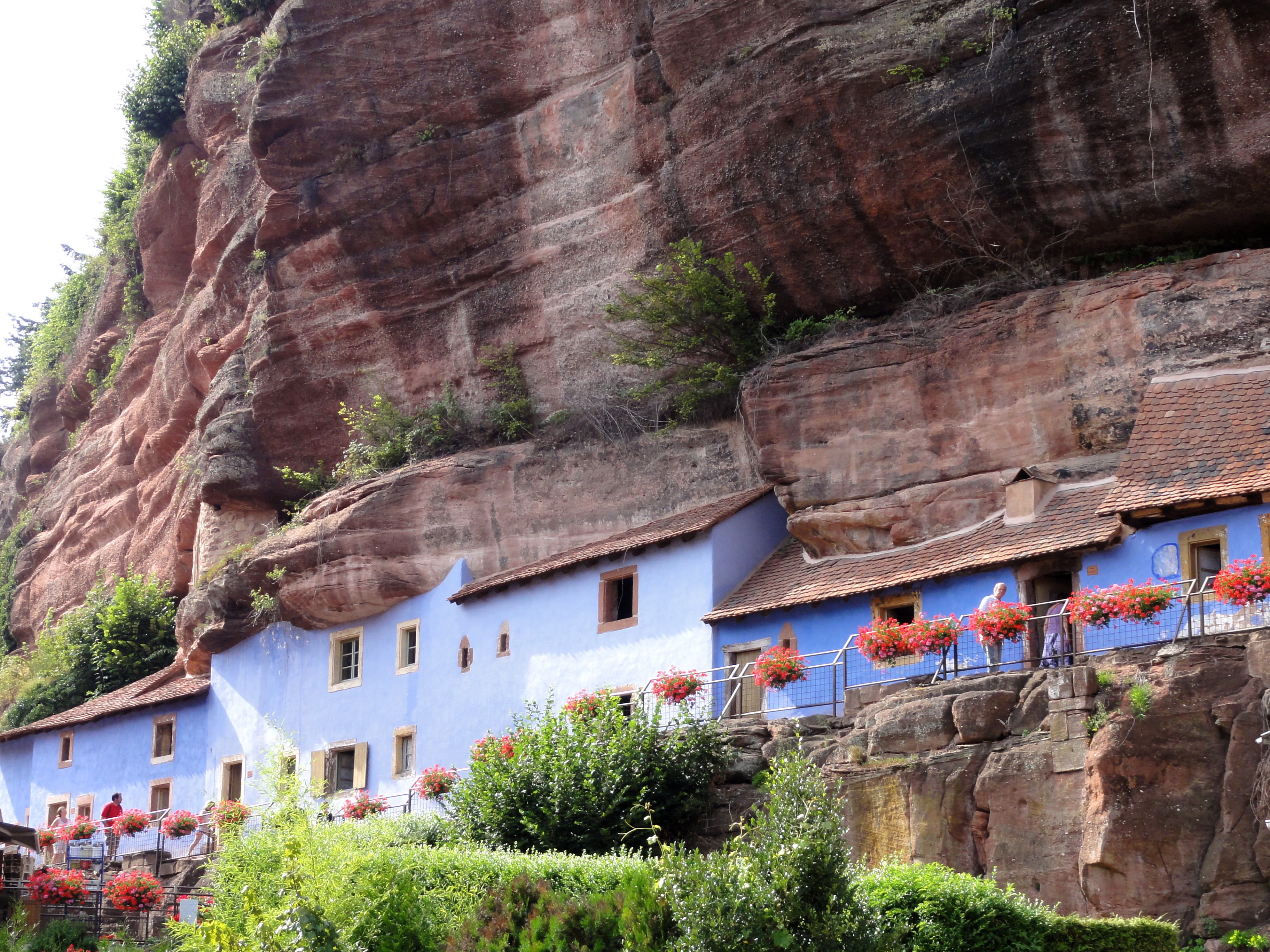
Casas-caverna em Graufthal
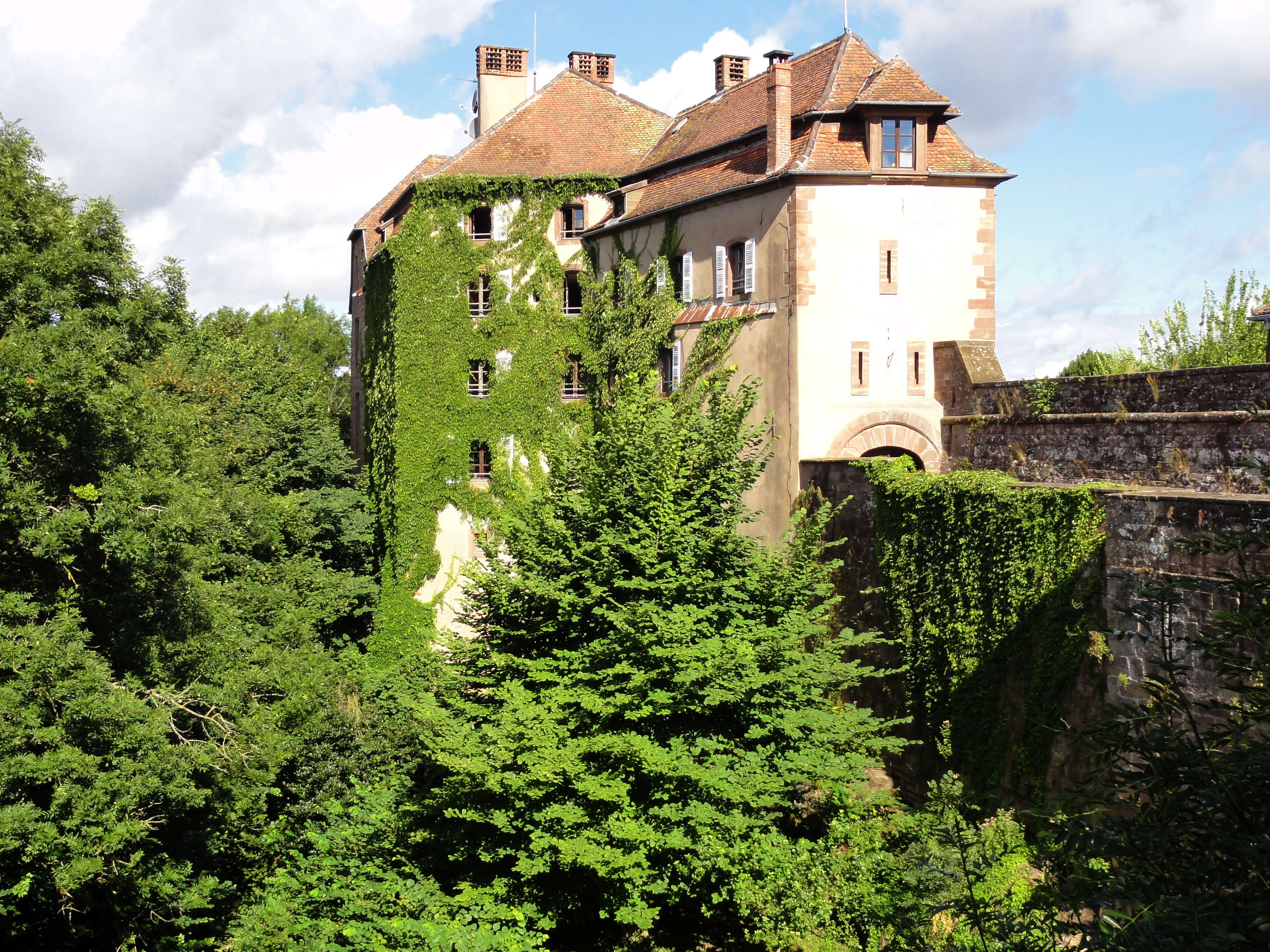
Château de La Petite-Pierre
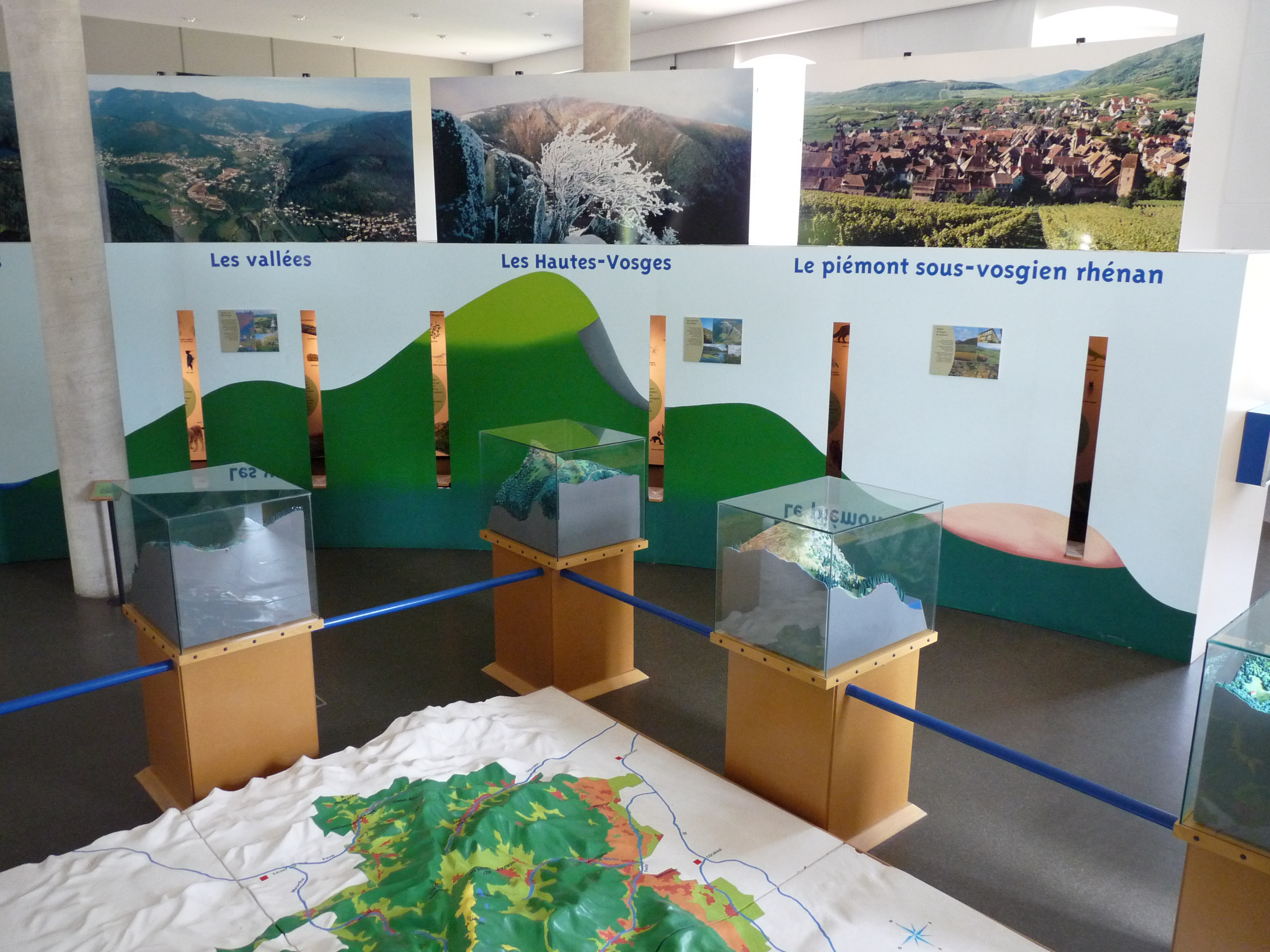
Uma exposição permanente na sede do parque de Munster
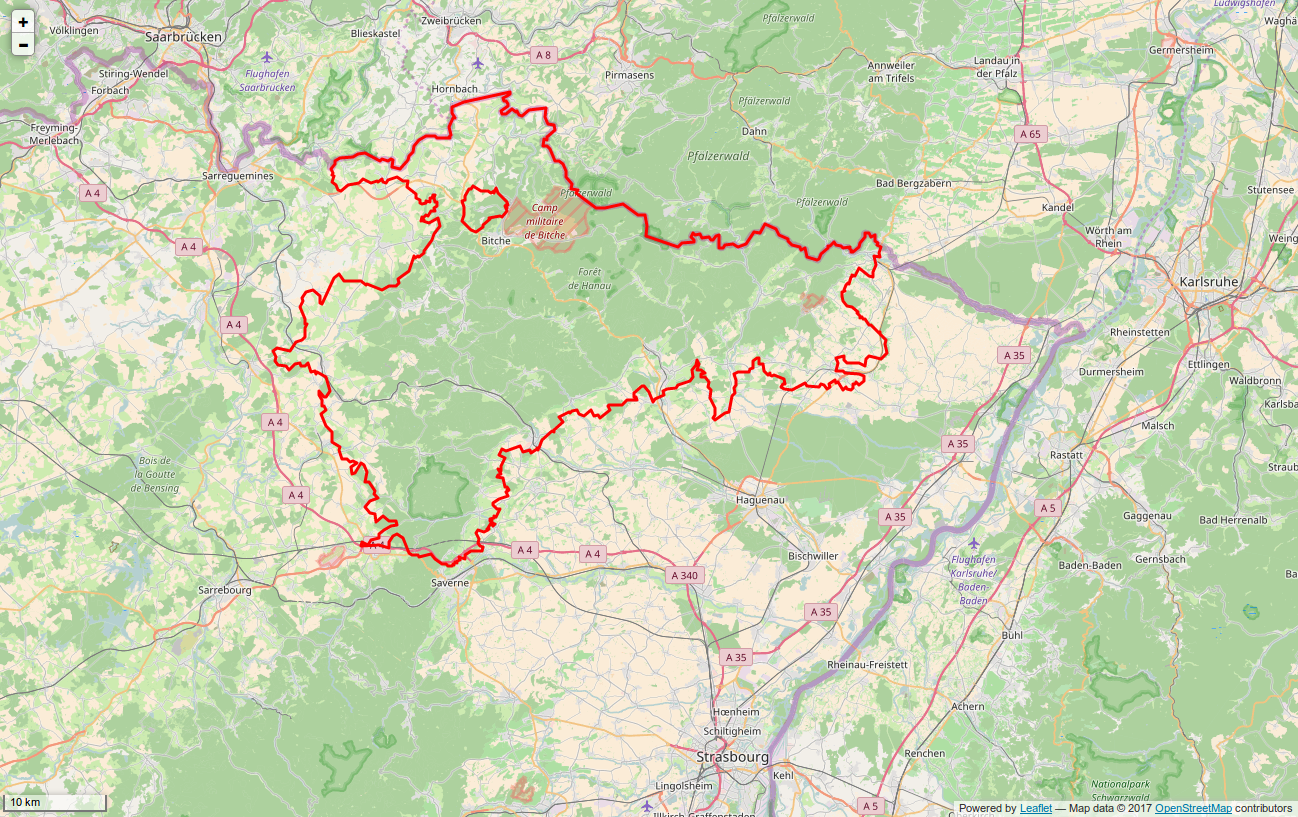
Mapa do parque natural